# Leiopsammodius indicus
Leiopsammodius indicus är en skalbaggsart som beskrevs av Edgar von Harold 1877. Leiopsammodius indicus ingår i släktet Leiopsammodius och familjen Aphodiidae. Inga underarter finns listade i Catalogue of Life.